# Via dei Gigli d'Oro
Via dei Gigli d'Oro (”De gyllene liljornas gata”) är en gata i Rione Ponte i Rom. Gatan löper från Piazza di Sant'Apollinare till Via dell'Orso.

## Beskrivning
Gatan är uppkallad efter en taverna som låg i området. Gatans tidigare namn var Via della Stufa.
Vid Via dei Gigli d'Oro är Palazzo Altemps beläget; detta palats utgör en del av museikomplexet Museo Nazionale Romano.

## Omgivningar
Kyrkobyggnader
- Sant'Apollinare
- Sant'Antonio dei Portoghesi
- Sant'Agostino
- Santa Lucia della Tinta

Gator och gränder
- Via dei Pianellari
- Vicolo della Palomba
- Vicolo dei Soldati
- Via dei Soldati

## Bilder
| - Palazzo Altemps. - Kapellet Sant'Aniceto i Palazzo Altemps. - Galater som dödar sin hustru och sedan begår självmord. Palazzo Altemps. |